# Kim Warwick
Kim Warwick (ur. 8 kwietnia 1952 w Sydney) – australijski tenisista, mistrz czterech turniejów wielkoszlemowych w grze podwójnej i dwóch w grze mieszanej, reprezentant w Pucharze Davisa.

## Kariera
Kim Warwick karierę rozpoczął w 1970 roku, a zakończył w 1987 roku.
W grze pojedynczej wygrał trzy turnieje rangi ATP World Tour oraz był uczestnikiem ośmiu finałów, w tym finału Australian Open z 1980 roku. Wyeliminował po drodze Guillermo Vilasa, Raúla Ramíreza, Vitasa Gerulaitisa, Jana Kodeša, Boba Lutza i Arthura Ashea. Mecz o tytuł przegrał z Brianem Teacherem.
W grze podwójnej Australijczyk zwyciężył w 26 imprezach z cyklu ATP World Tour, w tym czterech wielkoszlemowych. Pierwszy raz turniej wielkoszlemowy w deblu wygrał w 1978 roku. Wtedy to wspólnie z Wojciechem Fibakiem wygrał Australian Open pokonując w finale Paula Kronka i Cliffa Letchera. Później wygrał jeszcze dwa razy turniej rozgrywany na kortach w Melbourne w edycji z 1980 roku i 1981 roku oraz triumfował w Rolandzie Garrosie z 1985 roku. W tych trzech rozgrywkach tworzył parę z Markiem Edmondsonem. Ponadto Warwick osiągnął dalszych 26 finałów, w tym finał Australian Open z 1985 roku, gdzie partnerował Markowi Edmondsonowi.
W grze mieszanej Warwick odniósł dwa wielkoszlemowe triumfy, w Rolandzie Garrosie podczas edycji z 1972 roku i 1976 roku. W 1972 roku startował w parze z Evonne Goolagong, natomiast cztery lata później z Ilaną Kloss. W 1972 roku Warwick był w finale miksta na Wimbledonie, a grał wówczas wspólnie z Evonne Goolagong.
W 1978 i 1981 roku reprezentował Australię w Pucharze Davisa.
W rankingu gry pojedynczej Warwick najwyżej był na 15. miejscu (12 października 1981), a w klasyfikacji gry podwójnej na 10. pozycji (9 grudnia 1985).

### Finały w turniejach wielkoszlemowych

#### Gra pojedyncza (0–1)
| Końcowy wynik | Nr | Data | Turniej                    | Nawierzchnia | Przeciwnik    | Wynik finału     |
| ------------- | -- | ---- | -------------------------- | ------------ | ------------- | ---------------- |
| Finalista     | 1. | 1980 | Australian Open, Melbourne | Trawiasta    | Brian Teacher | 5:7, 6:7(4), 2:6 |

#### Gra podwójna (4–1)
| Końcowy wynik | Nr | Data | Turniej                    | Nawierzchnia | Partner        | Przeciwnicy                        | Wynik finału       |
| ------------- | -- | ---- | -------------------------- | ------------ | -------------- | ---------------------------------- | ------------------ |
| Zwycięzca     | 1. | 1978 | Australian Open, Melbourne | Trawiasta    | Wojciech Fibak | Paul Kronk Cliff Letcher           | 7:6, 7:5           |
| Zwycięzca     | 2. | 1980 | Australian Open, Melbourne | Trawiasta    | Mark Edmondson | Peter McNamara Paul McNamee        | 7:5, 6:4           |
| Zwycięzca     | 3. | 1981 | Australian Open, Melbourne | Trawiasta    | Mark Edmondson | Hank Pfister John Sadri            | 6:3, 6:7, 6:3      |
| Zwycięzca     | 4. | 1985 | French Open, Paryż         | Ceglana      | Mark Edmondson | Szelomo Glickstein Hans Simonsson  | 6:3, 6:4, 6:7, 6:3 |
| Finalista     | 1. | 1985 | Australian Open, Melbourne | Trawiasta    | Mark Edmondson | Paul Annacone Christo Van Rensburg | 6:3, 6:7, 4:6, 4:6 |

#### Gra mieszana (2–1)
| Końcowy wynik | Nr | Data | Turniej            | Nawierzchnia | Partnerka        | Przeciwnicy                        | Wynik finału  |
| ------------- | -- | ---- | ------------------ | ------------ | ---------------- | ---------------------------------- | ------------- |
| Zwycięzca     | 1. | 1972 | French Open, Paryż | Ceglana      | Evonne Goolagong | Jean-Claude Barclay Françoise Durr | 6:2, 6:4      |
| Finalista     | 1. | 1972 | Wimbledon, Londyn  | Trawiasta    | Evonne Goolagong | Rosie Casals Ilie Năstase          | 4:6, 4:6      |
| Zwycięzca     | 2. | 1976 | French Open, Paryż | Ceglana      | Ilana Kloss      | Delina Boshoff Colin Dowdeswell    | 5:7, 7:6, 6:2 |